# Эрве де Монморанси
Эрве де Монморанси (фр. Herve de Montmorency; ум. ок. 1096) — сеньор де Монморанси, д'Экуан, де Марли, де Дёй.

## Биография
Сын Бушара III де Монморанси, младший брат коннетабля Франции Тибо де Монморанси.
Получил в апанаж сеньорию Марли. Впервые упоминается в хартии, выданной королём Филиппом I приории Сен-Мартен-де-Шан 29 мая 1067. Достиг видного положения при дворе и получил должность кравчего Франции, третью по старшинству среди придворных чинов. Занимал эту должность с 1073/1074 по 1080/1082. Кроме подписей на документах, выданных королевской канцелярией, о нем мало что известно, хотя Андре Дюшен в своей обычной манере характеризует Эрве как «одного из светских принцев королевства».
После смерти бездетного старшего брата унаследовал сеньорию Монморанси и воссоединил родовые владения.

## Семья
Жена: Агнесa N
- Бушар IV де Монморанси (ум. после 1124), сеньор де Монморанси
- Жоффруа де Монморанси (ум. после 1086), сеньор де Мариско, основатель англо-ирландской линии Монморанси-Моррес. Жена: Ришильда де Дуэ, дочь Готье, шателена Дуэ
- Эрве де Монморанси
- Обри де Монморанси
- Авуаза де Монморанси. Муж: Нивелон II, сеньор де Пьерфон